# Diskuskastning för herrar i friidrott vid olympiska sommarspelen 1988
Diskuskastning för herrar vid olympiska sommarspelen 1988 i Seoul avgjordes den 1 oktober.

## Medaljörer
| Gren           | Guld                        | Guld    | Silver                        | Silver  | Brons                         | Brons   |
| Diskuskastning | Jürgen Schult · Östtyskland | 68,82 m | Romas Ubartas · Sovjetunionen | 67,48 m | Rolf Danneberg · Västtyskland | 67,38 m |

## Resultat

### Kval

#### Grupp A
| Placering | Totalt | Kastare                         | Försök | Försök | Försök | Längd   | Noteringar |
| Placering | Totalt | Kastare                         | 1      | 2      | 3      | Längd   | Noteringar |
| --------- | ------ | ------------------------------- | ------ | ------ | ------ | ------- | ---------- |
| 1         | 7      | Mac Wilkins (USA)               | 62.48  | X      | 61.34  | 62.48 m |            |
| 2         | 8      | Jurij Dumtjev (URS)             | 61.30  | 60.24  | 62.08  | 62.08 m |            |
| 3         | 9      | Imrich Bugár (TCH)              | 61.94  | 61.48  | 61.00  | 61.94 m |            |
| 4         | 12     | Gueorgui Gueorguiev (BUL)       | 59.78  | 61.34  | X      | 61.34 m |            |
| 5         | 13     | Vaclavas Kidjkas (URS)          | 58.82  | 60.88  | X      | 60.88 m |            |
| 6         | 14     | Svein-Inge Valvik (NOR)         | 59.40  | X      | 60.64  | 60.64 m |            |
| 7         | 15     | Werner Reiterer (AUS)           | X      | 57.58  | 59.78  | 59.78m  |            |
| 8         | 17     | Randy Heisler (USA)             | X      | X      | 59.08  | 59.08 m |            |
| 9         | 18     | Patrick Journoud (FRA)          | 58.94  | 57.62  | 55.82  | 58.94 m |            |
| 10        | 22     | Wulf Brunner (FRG)              | X      | 57.50  | X      | 57.50 m |            |
| 11        | 23     | Adewale Olukoju (NGR)           | 51.38  | 54.44  | 47.60  | 54.44 m |            |
| 12        | 25     | Henry Smith (SAM)               | 47.96  | 49.40  | 48.98  | 49.40 m |            |
| 13        | 26     | Min Se-Hoon (KOR)               | X      | 46.52  | 47.84  | 47.84 m |            |
| —         | —      | Ibrahim Mohamed Al-Ouiran (KSA) | X      | X      | X      | NM      |            |
| —         | —      | Eggert Bogason (ISL)            | X      | X      | X      | NM      |            |

#### Grupp B
| Placering | Totalt | Kastare                     | Försök | Försök | Försök | Längd   | Noteringar |
| Placering | Totalt | Kastare                     | 1      | 2      | 3      | Längd   | Noteringar |
| --------- | ------ | --------------------------- | ------ | ------ | ------ | ------- | ---------- |
| 1         | 1      | Rolf Danneberg (FRG)        | 65.70  | —      | —      | 65.70 m |            |
| 2         | 2      | Romas Ubartas (URS)         | 65.58  | —      | —      | 65.58 m |            |
| 3         | 3      | Jürgen Schult (GDR)         | 64.70  | —      | —      | 64.70 m |            |
| 4         | 4      | Knut Hjeltnes (NOR)         | 63.50  | 62.66  | X      | 63.50 m |            |
| 5         | 5      | Géjza Valent (TCH)          | 61.88  | 62.84  | 63.46  | 63.46 m |            |
| 6         | 6      | Mike Buncic (USA)           | X      | 63.16  | X      | 63.16 m |            |
| 7         | 10     | Erik de Bruin (NED)         | 58.56  | 60.72  | 61.66  | 61.66 m |            |
| 8         | 11     | Alois Hannecker (FRG)       | 61.44  | X      | X      | 61.44 m |            |
| 9         | 16     | Bradley Cooper (BAH)        | 59.74  | 56.88  | 56.44  | 59.74 m |            |
| 10        | 19     | Vésteinn Hafsteinsson (ISL) | 58.94  | 57.10  | 55.70  | 58.94 m |            |
| 11        | 20     | Paul Mardle (GBR)           | 57.18  | 56.06  | 58.28  | 58.28 m |            |
| 12        | 21     | Ray Lazdins (CAN)           | 57.94  | X      | X      | 57.94 m |            |
| 13        | 24     | Ramón Jiménez Gaona (PAR)   | 50.18  | 48.80  | 50.90  | 50.90 m |            |
| —         | —      | Mohamed Hamed Naguib (EGY)  | X      | X      | X      | NM      |            |

### Final
| Placering | Kastare                   | Försök | Försök | Försök | Försök | Försök | Försök | Längd   | Noteringar |
| Placering | Kastare                   | 1      | 2      | 3      | 4      | 5      | 6      | Längd   | Noteringar |
| --------- | ------------------------- | ------ | ------ | ------ | ------ | ------ | ------ | ------- | ---------- |
| 1         | Jürgen Schult (GDR)       | 68.82  | 67.92  | 65.76  | 68.18  | 65.70  | 68.26  | 68.82 m | OR         |
| 2         | Romas Ubartas (URS)       | 66.86  | 66.20  | 66.24  | 64.40  | 63.74  | 67.48  | 67.48 m |            |
| 3         | Rolf Danneberg (FRG)      | 65.58  | 63.60  | X      | 63.88  | 67.38  | 62.56  | 67.38 m |            |
| 4         | Jurij Dumtjev (URS)       | 64.00  | 63.74  | 63.54  | 63.66  | 62.86  | 66.42  | 66.42 m |            |
| 5         | Mac Wilkins (USA)         | 61.88  | X      | 65.12  | 63.84  | 65.90  | 62.96  | 65.90 m |            |
| 6         | Géjza Valent (TCH)        | X      | 63.36  | 62.46  | 62.80  | 64.28  | 65.80  | 65.80 m |            |
| 7         | Knut Hjeltnes (NOR)       | 63.30  | X      | 64.10  | 64.94  | 63.22  | X      | 64.94 m |            |
| 8         | Alois Hannecker (FRG)     | 60.28  | 62.50  | 63.28  | 60.94  | 61.54  | X      | 64.94 m |            |
|           |                           |        |        |        |        |        |        |         |            |
| 9         | Erik de Bruin (NED)       | 63.06  | X      | X      |        |        |        | 63.06 m |            |
| 10        | Mike Buncic (USA)         | 62.46  | X      | X      |        |        |        | 62.46 m |            |
| 11        | Gueorgui Gueorguiev (BUL) | 61.24  | 61.12  | 59.66  |        |        |        | 61.24 m |            |
| 12        | Immrich Bugár (TCH)       | 59.60  | X      | 60.88  |        |        |        | 60.88 m |            |